# Mabja Zangbo
Mabja Zangbo (kinesiska: Kongque He, 孔雀河, Majia Zangbu, 马甲藏布) är ett vattendrag i Kina. Det ligger i den autonoma regionen Tibet, i den sydvästra delen av landet, omkring 870 kilometer väster om regionhuvudstaden Lhasa.